# ミアサド・ベクティック
ミアサド・ベクティック（Mirsad Bektić、1991年2月16日 - ）は、ボスニア・ヘルツェゴビナの男性総合格闘家。スレブレニツァ出身。アメリカ合衆国ネブラスカ州在住。リレントレスMMA/アメリカン・トップチーム所属。ミルサド・ベクティク、マーサッド・ベキッチとも表記される。

## 来歴
ボスニア・ヘルツェゴビナ紛争で父親は戦死し、スレブレニツァの虐殺で祖父母は狙撃兵に射殺されたため、3歳のときに家族でイタリアに避難した。その後ドイツの難民キャンプを経て、10歳でアメリカ合衆国ネブラスカ州オマハに移住した。12歳から空手とボクシングを始め、2011年にプロ総合格闘技デビュー。

### UFC
2014年4月19日、UFC初参戦となったUFC on FOX 11でキャリア11戦全勝のチャス・スケリーと対戦し、2-0の判定勝ちを収め無敗対決を制した。
2017年3月4日、UFC 209でフェザー級ランキング14位のダレン・エルキンスと対戦。全局面で圧倒する中、3R終盤に右フック連打で逆転のKO負け。キャリア初黒星を喫した。
2018年1月27日、UFC on FOX 27でゴドフレッド・ペペイと対戦し、右ボディーブローでTKO勝ち。パフォーマンス・オブ・ザ・ナイトを受賞した。
2018年6月9日、UFC 225でフェザー級ランキング7位のリカルド・ラマスと対戦し、2-1の判定勝ち。
2019年7月13日、UFC Fight Night: de Randamie vs. Laddでフェザー級ランキング10位のジョシュ・エメットと対戦し、TKO負け。
2020年2月8日、UFC 247でダン・イゲと対戦し、1-2の判定負け。自身初の連敗となった。
2021年7月13日、総合格闘技からの引退を発表した。

## 戦績

### プロ総合格闘技
| 総合格闘技 戦績 | 総合格闘技 戦績 | 総合格闘技 戦績 | 総合格闘技 戦績 | 総合格闘技 戦績 | 総合格闘技 戦績 | 総合格闘技 戦績 |
| --------------- | --------------- | --------------- | --------------- | --------------- | --------------- | --------------- |
| 17 試合         | (T)KO           | 一本            | 判定            | その他          | 引き分け        | 無効試合        |
| 13 勝           | 6               | 3               | 4               | 0               | 0               | 0               |
| 4 敗            | 2               | 1               | 1               | 0               | 0               | 0               |

| 勝敗 | 対戦相手               | 試合結果                                 | 大会名                                 | 開催年月日     |
| ×    | デイモン・ジャクソン   | 3R 1:21 ギロチンチョーク                 | UFC Fight Night: Covington vs. Woodley | 2020年9月19日  |
| ×    | ダン・イゲ             | 5分3R終了 判定1-2                        | UFC 247: Jones vs. Reyes               | 2020年2月8日   |
| ×    | ジョシュ・エメット     | 1R 4:25 TKO（パウンド）                  | UFC Fight Night: de Randamie vs. Ladd  | 2019年7月13日  |
| ○    | リカルド・ラマス       | 5分3R終了 判定2-1                        | UFC 225: Whittaker vs. Romero 2        | 2018年6月9日   |
| ○    | ゴドフレッド・ペペイ   | 1R 2:47 TKO（右ボディーブロー→パウンド） | UFC on FOX 27: Jacare vs. Brunson 2    | 2018年1月27日  |
| ×    | ダレン・エルキンス     | 3R 3:19 KO（スタンドパンチ連打）         | UFC 209: Woodley vs. Thompson 2        | 2017年3月4日   |
| ○    | ラッセル・ドーン       | 1R 4:22 リアネイキドチョーク             | UFC 204: Bisping vs. Henderson 2       | 2016年10月8日  |
| ○    | ルーカス・マルチンス   | 2R 0:30 TKO（パウンド）                  | UFC Fight Night: Condit vs. Alves      | 2015年5月30日  |
| ○    | ポール・レッドモンド   | 5分3R終了 判定3-0                        | UFC on FOX 14: Gustafsson vs. Johnson  | 2015年1月24日  |
| ○    | チャス・スケリー       | 5分3R終了 判定2-0                        | UFC on FOX 11: Werdum vs. Browne       | 2014年4月19日  |
| ○    | ジョー・ピアソン       | 1R 1:32 TKO（パウンド）                  | Victory Fighting Championship 41       | 2013年12月14日 |
| ○    | ニック・マシアス       | 1R 1:57 TKO（パンチ連打）                | RFA 7: Thatch vs. Rhodes               | 2013年3月22日  |
| ○    | ダグ・ジェンキンス     | 5分3R終了 判定3-0                        | RFA 5: Downing vs. Rinaldi             | 2012年11月30日 |
| ○    | ウィリー・マック       | 2R 0:27 TKO（パンチ連打）                | Titan FC 22                            | 2012年5月25日  |
| ○    | コーディ・カリージョ   | 3R 3:12 リアネイキドチョーク             | Titan FC 21                            | 2012年3月2日   |
| ○    | デレク・ローズ         | 1R 1:31 TKO（パンチ連打）                | Victory Fighting Championship 36       | 2011年10月15日 |
| ○    | シェーン・ハッチンソン | 1R 0:31 ギブアップ（パンチ連打）         | Victory Fighting Championship 35       | 2011年7月30日  |

### アマチュア総合格闘技
| 勝敗 | 対戦相手         | 試合結果                  | 大会名      | 開催年月日    |
| ○    | マック・ベイリー | 3R 1:17 TKO（パンチ連打） | Titan FC 16 | 2011年1月28日 |

## 獲得タイトル
- TCFフェザー級王座（2009年）